# Feng Zhe
Dans ce nom chinois, le nom de famille, FENG, précède le nom personnel.
Feng Zhe (né le 19 novembre 1987 à Chengdu) est un gymnaste chinois, champion du Monde aux barres parallèles en 2010.

## Palmarès

### Jeux olympiques
- Londres 2012
  -  médaille d'or par équipes
  -  médaille d'or aux barres parallèles

### Championnats du monde
- Londres 2009
  -  médaille d'argent aux barres parallèles

- Rotterdam 2010
  -  médaille d'or au concours par équipes
  -  médaille d'or aux barres parallèles
  - 7e place à la barre fixe

- Tokyo 2011
  -  médaille d'or au concours par équipes

### Jeux asiatiques
- Guangzhou 2010
  -  médaille d'or au concours par équipes
  -  médaille d'or aux barres parallèles
  -  médaille d'argent au saut de cheval